# سلع مستعملة

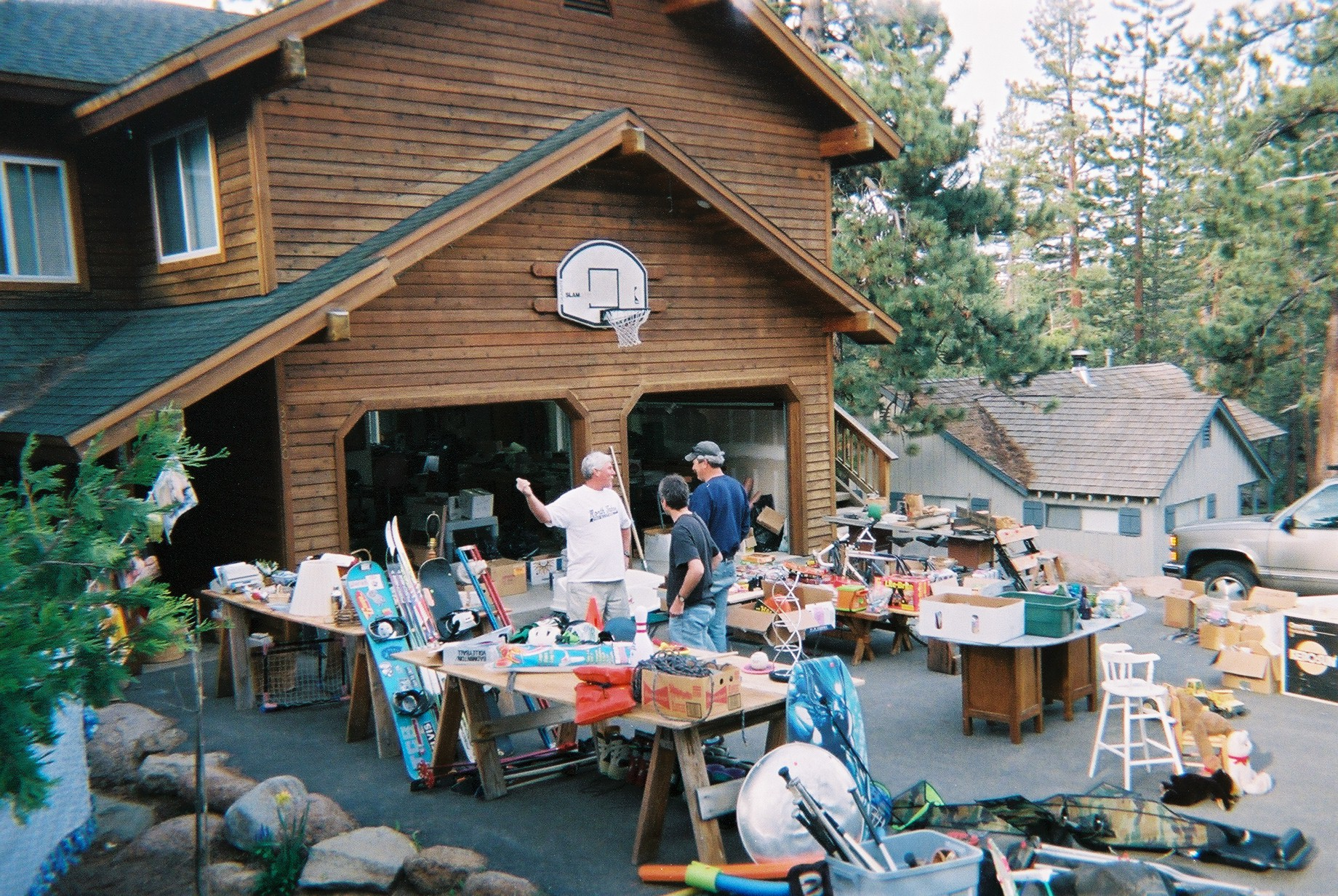

السلعة المستعملة أو البالية هي قطعة من الممتلكات الشخصية التي تُشترى (أو تُنقل بطريقة أخرى) إلى ملكية مستهلك ثانٍ أو لاحق. يمكن للسلعة المستعملة أن تعني ببساطة أنها لم تعد بنفس الجودة التي كانت عليها عند نقل ملكيتها إلى صاحبها التالي. يطلق على السلعة عندما تُستهلك وتصبح غير قابلة لأداء الهدف الذي صنعت من أجله (كحفاظات الأطفال المستخدمة) اسم نفاية.
قد تُنقل ملكية السلع المستعملة بشكل غير رسمي بين الأصدقاء وأفراد العائلة مجاناً، وقد تُباع مقابل جزء صغير من سعرها الأصلي في المتاجر الخاصة لبيع سلع المستعملة، أو في البازارات، أو من خلال مزادات الإنترنت. عادة ما تباع بعض الأغراض في متاجر متخصصة، كمعارض السيارات المتخصصة ببيع المركبات المستعملة، ومتاجر الكتب المستعملة. تتعامل المنشأة في حالات أخرى –مثل المتاجر الخيرية- مع مجموعة واسعة من السلع المستعملة. تُباع السلع الفاخرة عالية القيمة كقطع الأثاث العتيق، والمجوهرات، والساعات، والأعمال الفنية في مزادات عامة، كدار مزاد سوذبيز، أو في أماكن أكثر تخصصاً كمزاد بوب للساعات.
تشترط الحكومات أن يجري بيع بعض السلع المستعملة في أسواق منظمة، كما هو الحال في المواد التي لها اعتبارات سلامة أو قضايا قانونية خاصة، كالأسلحة النارية أو السيارات المستعملة. تطلب هيئات الترخيص الحكومية لهذه السلع إصدار شهادات وتسجيلها في سجلات البيع بهدف منع بيع البضائع المسروقة، أو غير المسجلة، أو غير الآمنة. تنظم الحكومة لبعض السلع المستعملة عالية القيمة كالدراجات النارية والسيارات أسواقاً خاصة لضمان تحصيل إيرادات ضريبة المبيعات من عملية البيع.

## المكاسب
يمكن للسلع المستعملة أن تعود بالنفع على المشتري وذلك لأن السعر الذي يدفعه أقل من ذاك الذي يستوجب عليه دفعه عند شراء نفس السلع الجديدة. في حال كان الفرق في السعر بين السلعتين الجديدة والمستعملة أكبر من التعويض عن العمر المحتمل المتبقي للسلعة، وفقدان الضمان، وما إلى هنالك، فهنالك فائدة إضافية.
إن بيع البضائع غير المرغوب فيها بدلاً من التخلص منها هو أمر يعود بالفائدة على البائع وضوحاً.
تقلل عملية إعادة تدوير البضائع من خلال بيعها في الأسواق الخاصة من استخدام الموارد في تصنيع سلعٍ جديدة، وبالتالي يقلل من النفايات التي يتوجب التخلص منها، وهما فائدتين مهمتين جداً من الناحية البيئية. بالرغم من ذلك، تفقد الشركات المصنعة التي تستفيد من مبيعات السلع الجديدة المبيعات المناظرة. أظهر أحد الأبحاث العلمية أن شراء السلع المستعملة يقلل من انبعاثات الكربون، وثنائي أكسيد الكربون بشكل كبير مقارنة مع دورة حياة المنتج الكاملة، وذلك نظراً لانخفاض الإنتاج، والتوفير في مصادر المواد الخام، وفي الخدمات اللوجستية. غالباً ما يكون التأثير النسبي لانبعاثات الكربون الناتجة عن عملية الإنتاج وعن المواد الأولية وسلسلة التوريد غير معروف. وُضعت منهجية علمية لتحليل مقدار الانخفاض في نسبة انبعاثات غاز ثاتي أكسيد الكربون عند شراء المعدات المستعملة الخاصة بالحاسوب مقارنة مع تلك الناتجة عن عملية تصنيع نفس المعدات.
من الممكن أن تكون السلع المستعملة ذات الجودة العالية أكثر استدامة من السلع الجديدة المماثلة.

## المخاطر
قد تحوي السلع المستعملة عيوباً غير واضحة حتى في حال فُحصت بشكلٍ جيد، أي تعتبر عملية الشراء «عملية دون الحصول على ضمان بالجودة الكاملة للسلعة» فتحوي البضائع التي تُشترى عبر مزادات الإنترنت على عدد كبير من الخواص المجهولة. ويمكن أن تكون قيمة العيوب التي تحملها السلعة أكبر من قيمتها، وعلى سبيل المثال، من الصعب رؤية بق الفراش في قطع الأثاث، الأمر الذي قد يتسبب في تفشي هذه الحشرة في بيت الزبون ومواجهته لصعوبة كبيرة وتكاليف عاليةٍ في عملية التخلص منها. يمكن أن تكون البضائع الكهربائية والميكانيكية المعطوبة ضارة وخطرة، وتزداد خطورة هذه المشكلة في حال بيعها إلى البلدان التي لا تمتلك مرافق خاصة بعملية إعادة تدوير هذه الأجهزة، الأمر الذي يؤدي إلى مشكلة في النفايات الإلكترونية.

## أنواع عمليات النقل
تختلف إمكانية استخدام البضائع بين البلدان، فتعتبر بعض السلع قديمةً ولا قيمة لها (كالمعدات اليدوية والملابس التي مر عليها عقد من الزمن) في البلدان المتقدمة، في الوقت التي تعتبر فيه البلدان النامية والمجتمعات الفقيرة نفس السلع مفيدة وقيمة. ترحب البلدان المتخلفة، كزامبيا مثلاً، بالملابس المستعملة التي يُتبرع بها للبلاد. أمنت السلع المستعملة (في الوقت الذي كان يعاني فيه اقتصاد البلاد من حالة تدهور حاد) الوظائف للعاطلين عن العمل من خلال إشغال أعداد كبيرة من السكان بالإصلاحات والتعديلات. وهو ما خلق نوعاً من الاقتصاد العَرَضي في وقت كان فيه الكثير من الزامبيين يبحثون عن فرصة للعمل. سمحت الملابس والمواد الأخرى المستعملة التي جرى التبرع بها للبلاد بإنتاج «مجموعة واسعة من الأقمشة» التي قُيدت عملية استيرادها سابقاً. يعتبر هذا النوع من التجارة قائماً بشكلٍ أساسي على النساء اللواتي يدرن أعمالهن التجارية الصغيرة القائمة على الجمعيات والشبكات المحلية. لا يوفر ذلك عملاً حراً فحسب، ولكنة يزيد أيضاً من دخل الأسرة ويحسن من الاقتصاد. في الوقت الذي ترحب فيه العديد من الدول بالسلع المستعملة، فمن الوارد أيضاً أن ترفض بعض البلدان الأخرى المواد المتبرع بها. فمن المعروف مثلاً أن دولاً كبولندا، والفلبين، وباكستان ترفض البضائع المستعملة «خوفاً من الأمراض التناسلية، ومخاطر النظافة الشخصية»، وترفض الهند أيضاً استيراد الملابس المستعملة، لكنها تقبل باستيراد خيطان الصوف، بما في ذلك الجوارب المشوهة، وهو مصطلح يدل على «الملابس الصوفية التي تمزقها الآلات في الغرب قبل تصديرها». من الممكن من خلال الاستفادة من الملابس الرديئة (الصوف المعاد تدويره) -العملية التي تتم بمعظمها في شمال الهند اليوم- إعادة تدوير الملابس غير المستخدمة وتحويلها إلى ألياف تُنسج إلى خيطان بهدف إعادة استخدامها في سلع «جديدة» مستعملة. 
تُخصم في الولايات المتحدة الأمريكية قيمة السلع المستعملة التي يتبرع بها المكلفون بدفع الضرائب إلى الجمعيات الخيرية من ضرائبهم. يحتوي كل من موقعي «غودويل إنداستيريز وذا سالفيشن آرمي» على قوائم بالسلع مع تقديرات لقيمتها. يمكن للأشخاص نقل ملكية البضائع المستعملة عبر منحها للأصدقاء أو للأقارب. تسمى عملية تقديم سلعة مستعملة لشخص ما بهدف استعمالها -كسيارة مستعملة أو معطف شتوي- أحياناً على أنها «منح الأغراض المستعملة باليد».
يمكن العثور على الأغراض المستعملة المعروضة للبيع في المتاجر الخيرية، ومكاتب الرهونات، والمزادات، وفي أسواق الكراجات، وفي مزادات الإنترنت الأحدث عهداً. تقوم بعض المتاجر ببيع السلع الجديدة منها والمستعملة (مثل وكلاء السيارات) يبيع آخرون السلع الجديدة فقط بينما يوافقون على عرض السلع المستعملة مقابل الحصول على ائتمان لشراء السلع الجديدة، فعلى سبيل المثال، لا تبيع بعض متاجر الآلات الموسيقية ومحلات المعدات الصوتية الراقية سوى تجهيزاتٍ جديدة، في الوقت الذي تُقبل فيه الأغراض المستعملة ذات النوعية الجيدة كتجارة إضافية من أجل شراء سلع جديدة، فيقوم العاملون بالمتجر ببيع البضائع المستعملة عبر مزادات الإنترنت أو من خلال طرق أخرى.  